# گرایفسوالد ۱۰۱۱۴
سیارک ۱۰۱۱۴ (به انگلیسی: 10114 Greifswald، نامگذاری:1992RZ) ده هزار و صد و چهاردهمین سیارک کشف شده‌است که در ۴ سپتامبر ۱۹۹۲ کشف شد.
قدر مطلق سیارک برابر ۱۳٫۱۰ است.